# Tata Cedrón
Juan Carlos Cedrón, conocido como el Tata Cedrón (n. Buenos Aires, 28 de junio de 1939), es un músico de tango argentino, compositor, director e intérprete de guitarra.

## Biografía
Juan Carlos Cedrón nació en la ciudad de Buenos Aires en 1939. El apodo de «El Tata» lo recibió de su abuelo siendo muy chico debido a su tendencia a utilizar constantemente la «té» cuando estaba aprendiendo a hablar.
En 1964 formó el Cuarteto Cedrón —que se mantendría activo en adelante— y el café concert Gotán, que se constituyó en uno de los principales reductos tangueros de la década de 1960. En 1974, debido a las amenazas de muerte recibidas por el grupo parapolicial Triple A, debió exiliarse radicándose en Francia, donde realizó una destacada carrera. Entre sus obras se destacan las musicalizaciones de las obras literarias de escritores como Raúl Gonzalez Tuñón (Los ladrones, Eche veinte centavos en la ranura), Julio Cortázar, Roberto Arlt, Juan Gelman, César Vallejo, Acho Manzi, Dylan Thomas, Bertolt Brecht, Federico García Lorca, así como escrituras anónimas mayas y poemas inéditos de Homero Manzi.
En 2004, después de 30 años de vivir en París, adonde había llegado exiliado de la última dictadura, el Tata Cedrón decidió volver a instalarse en Buenos Aires. Fue declarado Ciudadano Ilustre de Buenos Aires, en 2009. En 2011 recibió el Premio Gardel al mejor álbum orquesta de tango alternativo, por Corazón de piel afuera.
En el año 2012 participa en Encuentro en el Estudio un programa de televisión argentino conducido por Lalo Mir y transmitido por el Canal Encuentro en los Estudios ION.
En 2025 es premiado por la Fundación Konex con el Diploma al Mérito Konex como Solista de Tango.

## Filmografía
Director
- La ballena va llena (2014)

Intérprete
- La ballena va llena (2014) ...Él mismo
- Ramón Ayala (2013) ...Él mismo
- Tata Cedrón, el regreso de Juancito Caminador (2011) ...Él mismo
- Cuarteto Cedrón en concierto (1993)
- Tango argentino (1969) dir. Simón Feldman

Guionista
- La ballena va llena (2014)

Banda musical
- Tata Cedrón, el regreso de Juancito Caminador (2011)
- La Caracas (2011) ...Cuarteto Cedrón
- El azul del cielo (2007)
- Historias de aparecidos (2005)
- Tango Cedrón (2003)
- Cortázar (1994)
- Resistir (1978)
- L'affiche rouge  (1976)
- Operación Masacre (1972)
- Y que patatín...y que patatán(1971)
- Tango Argentino (1969)
- Tute Cabrero (1968)
- El otro oficio (cortometraje) (1967)
- Así o de otra manera (1964)
- La vereda de enfrente (cortometraje) (1963)

Temas musicales
- Resistir (1978) (Música:"Ruidos")